# Alessandra Stoicescu
Alessandra Stoicescu (n. 28 aprilie 1976, București, România) este un om de televiziune român, cunoscut ca prezentator de știri la Observator 19 de pe postul Antena 1. A mai fost și realizatoare a emisiunii News First de la fostul radio News FM.

## Studii
- Liceul de Artă "Nicolae Tonitza", secția scenografie (1990-1994);
- Școala BBC de Televiziune (1995-1996);
- Cursuri Centrul pentru jurnalism Independent (1994-1996) ;
- Facultatea de Sociologie și Psihologie din cadrul Universității Spiru Haret București (1995-2000);
- Curs pregătire Jurnalism, Politică Externă și Diplomație organizat de MAE (1996);
- Bursă SUA Freedom House, stagiu de pregătire CNN (1999);

## Carieră
Cariera Alessandrei Stoicescu se leagă, fără întrerupere, de Intact Media Group, trustul controlat de familia Voiculescu, unde a ocupat, începând din 1995, funcția de editor-prezentator. De asemenea semnează articole în Săptămâna Financiară, considerate de criticul Alex Ștefănescu "cele mai bune tablete din presa noastră". În trecut, a apărut în mai multe ipostaze: realizatoarea emisiunii 7 zile de pe Antena 1, corespondent CNN, reporter la alegerile din 1996, 2000 și 2004 și la atentatele teroriste de la New York din 2001. Acum ea prezintă Observator 19 la Antena 1.

## Realizări
Alessandra Stoicescu este absolvent de psihologie (2003) și masterand în Managementul Resurselor Umane. Din 2005, se ocupă și de consultanță în domeniul brandingului personal. Mai are la activ o bursă de jurnalism Freedom House și un stagiu de pregătire la CNN.

## Distincții
Stoicescu are în palmares mai multe premii de televiziune, cu sau fără echipa de la Observator, decernate de TV Mania sau de Asociația Profesioniștilor din Televiziunea Română.

## Viață personală
Alessandra Stoicescu este căsătorită din 2012 cu Sergiu Constantinescu. Ea a născut primul ei copil pe 29 iulie 2019.